# برانكو أوستويتش
برانكو أوستويتش هو لاعب كرة قدم صربي في مركز الوسط، ولد في 3 يناير 1984 في غورازده في البوسنة والهرسك. لعب مع Veria F.C. ‏.

## وصلات خارجية
- برانكو أوستويتش على موقع قاعدة بيانات كرة القدم.إي يو (الإنجليزية)
- برانكو أوستويتش على موقع Soccerway.com (الإنجليزية)